# Petsjatniki (Grote Ringlijn)
Petsjatniki (Russisch: Печатники) is een metrostation aan de Grote Ringlijn van de Moskouse metro, Het ligt in de gelijknamige buurt en is het zuidelijke overstappunt tussen de Grote Ringlijn en de Ljoeblinsko-Dmitrovskaja-lijn. Het station is geopend op 1 maart 2023 als onderdeel van het traject  Nizjegorodskaja – Kasjirskaja. 
Het station is onderdeel van een multimodale transporthub en biedt via een gemeenschappelijke inkomhal overstapmogelijkheden naar het gelijknamige metrostation Petsjatniki van de Ljoeblinsko-Dmitrovskaja-lijn dat in 1995 opende en het gelijknamige spoorwegstation Petsjatniki dat in 2022 opende waar de MCD-2 voorstadslijn stopt, en vanaf 2028 of later ook de geplande MCD-5 zou stoppen.

## Geschiedenis
Het station was al ingetekend op de plankaart voor de metro ontwikkeling uit 2010. De uitwerking van de plannen voor de nieuwe metrolijnen in het zuidoosten van Moskou kende varianten zonder dit station. In 2012 werd het tracé van de zuidoost-lijn vastgesteld en in samenhang daarmee ook het tracé van de Grote Ringlijn tussen de Moskva en  Nizjegorodskaja.  Petsjatniki verscheen als Joezjnoportovaja (Russisch: Южнопортовая) op de kaart, een verwijzing naar de zuidhaven die 500 meter ten westen van het station ligt. In de loop van 2016 werd de naam gewijzigd zodat de stations op beide lijnen dezelfde naam kregen. 

## Aanleg
In mei 2017 werd de aanbesteding gestart voor de bouw van de metrostations voor het traject  Nizjegorodskaja - Kasjirskaja. Volgens de aanbestedingsdocumentatie zou op 16 oktober 2017 worden gestart met het bouwrijp maken terwijl het boren van de tunnels op 1 juli 2018 van start zou gaan. Op 10 juli 2017 tekende de aannemer OOO MIP-STROY No. 1 het contract met 18 juli 2020 als opleveringsdatum. De bouw van het station zou beginnen op 18 november 2017, maar op 20 september 2018 liet loco burgemeester M. Koesjnoellin echter weten dat de bouw pas in 2019 zal beginnen. Het station is een ondiep gelegen zuilen station met zijperrons en bovengronds wordt een busstation aangelegd.  